# Aircalin
A Aircalin é a empresa mais importante de Nova Caledônia.

## Frota
Em  12 de outubro de 2017 a frota era composta por:
| Modelo           | Quantidade |
| ---------------- | ---------- |
| Airbus A320-200  | 2          |
| Airbus A320neo   | TBA        |
| Airbus A330neo   | 2          |
| DHC-6 Twin Otter | 2          |
| Total            | 6          |